# Aklys
L'aklys (Latin aclys, grec agkulis) est un javelot romain mesurant environ 2 m de longueur, jeté à l'aide d'un bracelet en cuir ou amentum. Chaque soldat en possédait au moins deux. Le terme s'applique également à une petite masse ou gourdin  équipé de pointes, attaché à un bras du porteur par une sangle de longueur réglable pour permettre de récupérer l'arme après l'avoir  jeté contre un ennemi. Son utilisation remonte probablement à la tribu des Osques du sud de l'Italie.
L'arme est également décrite comme un bâton de jet ou boomerang.

## Culture populaire
L'aklys, apparaît dans divers jeux de l'univers fantasy tels que Donjons & Dragons. L'aklys apparaît dans un supplément, Unearthed Arcana, ainsi que Dragon Magazine Vol. 7, N ° 2 (août 1982). Il a été décrit comme "une petite matraque lestée avec une robuste lanière attachée à la crosse. Alors qu'elle peut être utilisée comme une arme de contact, elle est principalement utilisée comme arme de jet. Une fois lancé, l’aklys peut être récupéré par sa lanière."

## Crédits
- (en) Cet article est partiellement ou en totalité issu de l’article de Wikipédia en anglais intitulé « Aklys » (voir la liste des auteurs).